# Parafia św. Michała Archanioła w Klimkówce
Parafia św. Michała Archanioła w Klimkówce − parafia rzymskokatolicka znajdująca się w archidiecezji przemyskiej w dekanacie Rymanów.